# Baltic Sentry
Baltic Sentry (русские названия: «балтийский караул», «балтийский часовой» или «балтийский страж») операция НАТО, запущенная в январе 2025 года для защиты подводной инфраструктуры Балтийского моря. Поводом стали участившиеся случаи повреждения кабелей связи, трубопроводов и других объектов, предположительно совершённые в рамках гибридных операций России.
Решение о начале операции было принято на саммите стран НАТО региона, который прошел в Хельсинки. По словам генсека НАТО Марк Рютте, операция будет включать использование патрульных кораблей, самолётов, дронов, подводных лодок и спутников, а её координацию возьмёт на себя штаб-квартира ВМС Германии в Ростоке.
С 2024 года в Балтийском море зафиксированы повреждения нескольких кабелей, включая линии, соединяющие Швецию и Литву, Германию и Финляндию, а также Финляндию и Эстонию. Последний инцидент, произошедший в декабре 2024 года, привёл к задержанию танкера Eagle S, подозреваемого в причастности к диверсиям.